# Horațiu
Horațiu ist ein männlicher Vorname, die rumänische Variante des altrömischen Namens Horatius.

## Namensträger
- Horațiu Dimitriu (1890–1926), rumänischer Maler und Grafiker
- Horațiu Feșnic (* 1989), rumänischer Fußballschiedsrichter
- Horațiu Mălăele (* 1952), rumänischer Schauspieler und Regisseur
- Horațiu Moldovan (* 1998), rumänischer Fußballtorhüter
- Horațiu Rădulescu (1942–2008), französischer Komponist